# The Last Challenge
The Last Challenge é um filme estadunidense de 1967  produzido e dirigido por Richard Thorpe e estrelado por Glenn Ford e Angie Dickinson. Foi adaptado do romance Pistolero's Progress de John Sherry, publicado pela Pocket Books em 1966.

## Elenco
- Glenn Ford como Marechal Dan Blaine
- Angie Dickinson como Lisa Denton
- Chad Everett como 'Lot' McGuire
- Gary Merrill como Squint Calloway
- Jack Elam como Ernest Scarnes
- Delphi Lawrence como Marie Webster
- Royal Dano como Pretty Horse
- Kevin Hagen como Frank Garrison
- Florence Sundstrom como Outdoors
- Marian Collier como Sadie
- Robert Sorrells como Deputado Harry Bell
- John Milford como Billy Turpin
- Frank McGrath como Ballard Weeks
- Len Lesser como Ed, o Barman (sem créditos)

## Recepção
O New York Times, embora elogie o elenco e que o roteiro era "enxuto e organizado", concluiu que era "um filme pequeno, indolor e sem sentido".